# Tarnos

Tarnos este o comună în departamentul Landes din sud-vestul Franței. În 2009 avea o populație de 11.798 de locuitori.

## Evoluția populației
| An        | 1975  | 1982  | 1990  | 1999   | 2006   | 2009   |
| --------- | ----- | ----- | ----- | ------ | ------ | ------ |
| Populație | 6.959 | 8.219 | 9.099 | 10.076 | 11.413 | 11.798 |